# 新加坡滨华大酒店
新加坡濱華大酒店（英語：Marina Mandarin Singapore），位於新加坡濱海中心，由約翰波特曼建築設計事務所設計。

## 历史
1987年開業，是當年濱海廣場綜合發展項目的一部份。大樓高21層，共提供575個房間，設計特色是與酒店同高的中庭，其傾斜的外牆於觀感上頗為震撼。

## 画廊

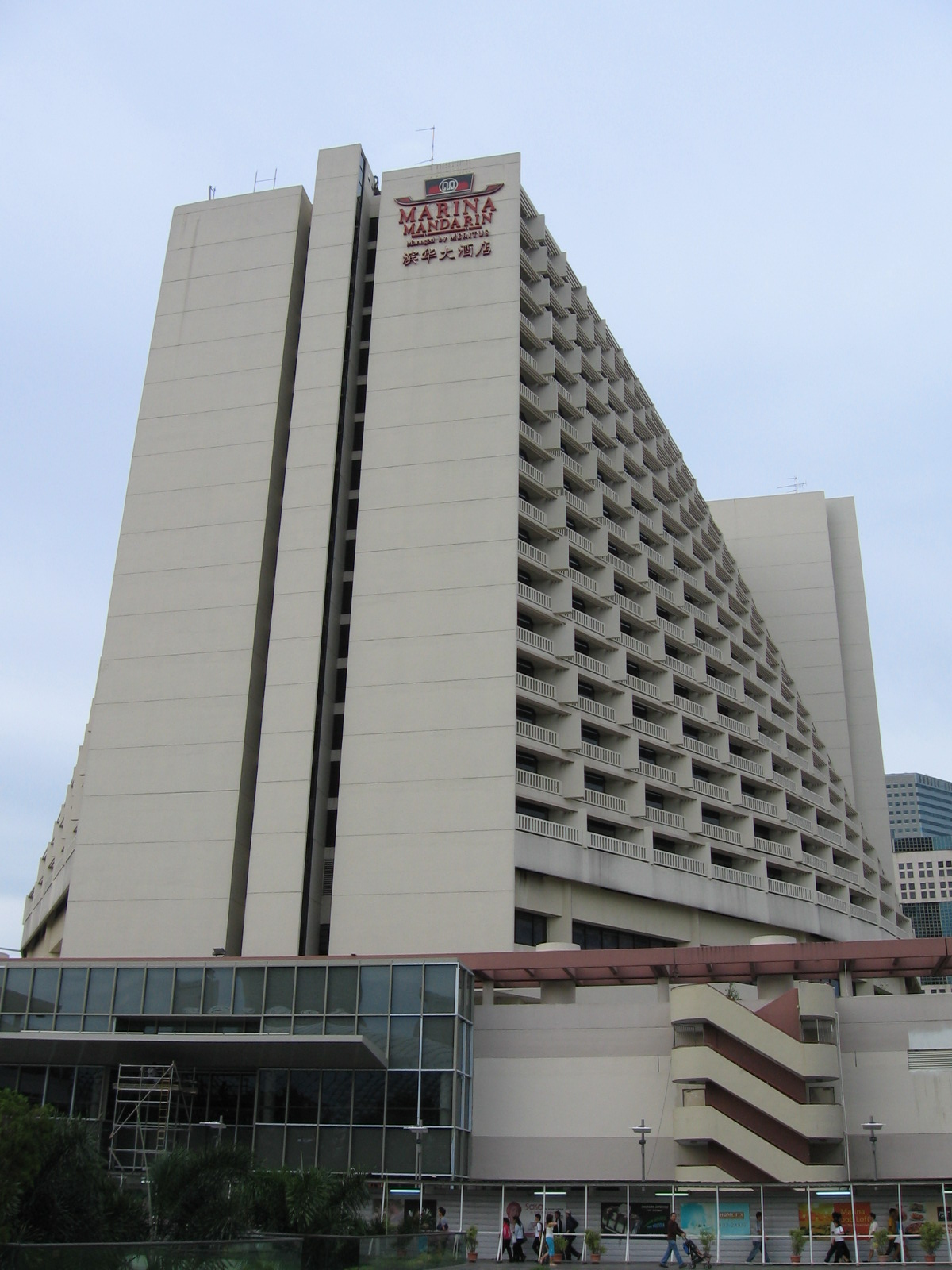
酒店外觀
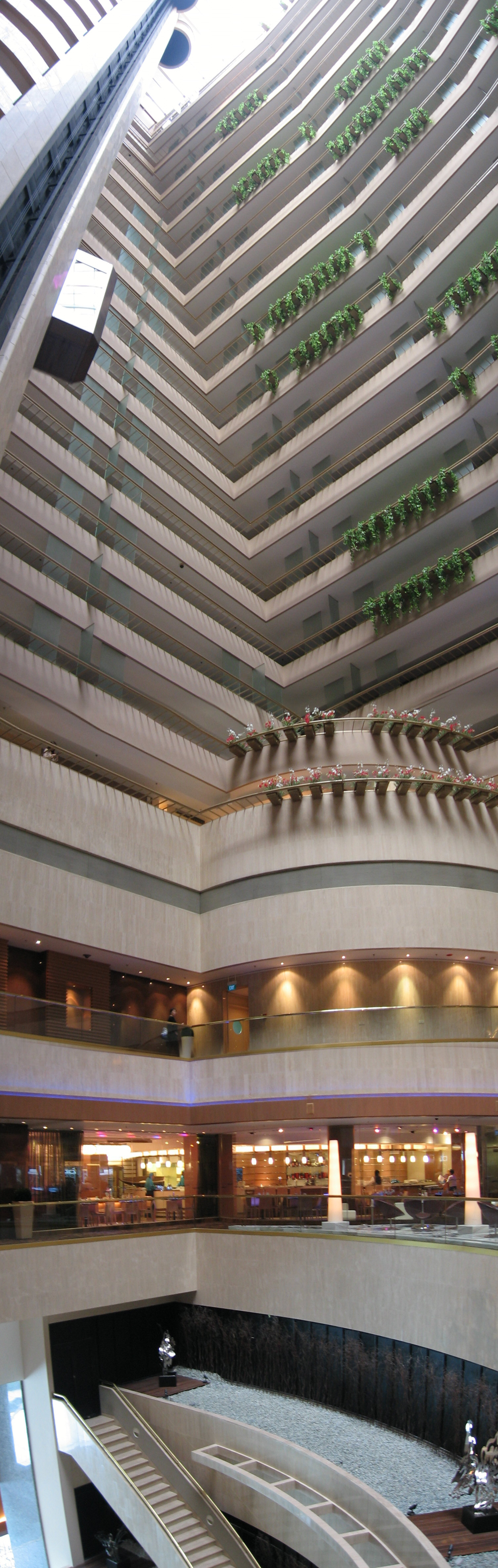
酒店中庭（圖1）
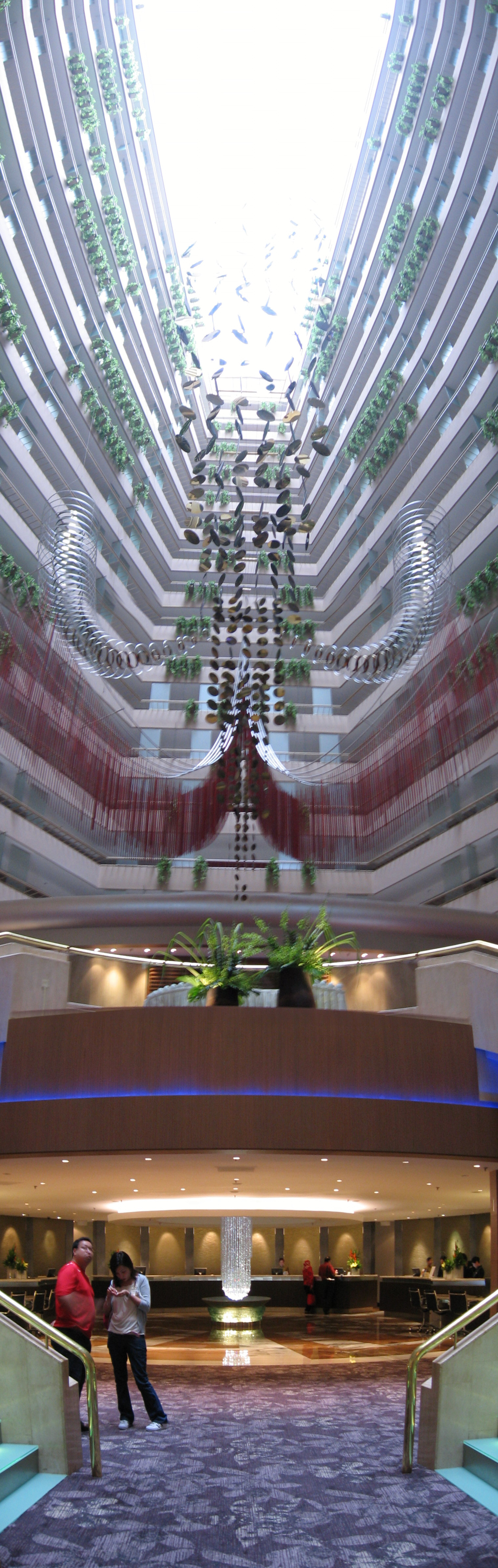
酒店中庭（圖2）